# 北海道道1号小樽定山渓線
北海道道1号 小樽定山渓線（ほっかいどうどう1ごう おたるじょうざんけいせん）は、北海道小樽市と札幌市南区を結ぶ道道（主要地方道）である。札幌市域は札幌市管理路線である。「定山渓レイクライン」「ゆらぎ街道」の愛称がある。

## 概要

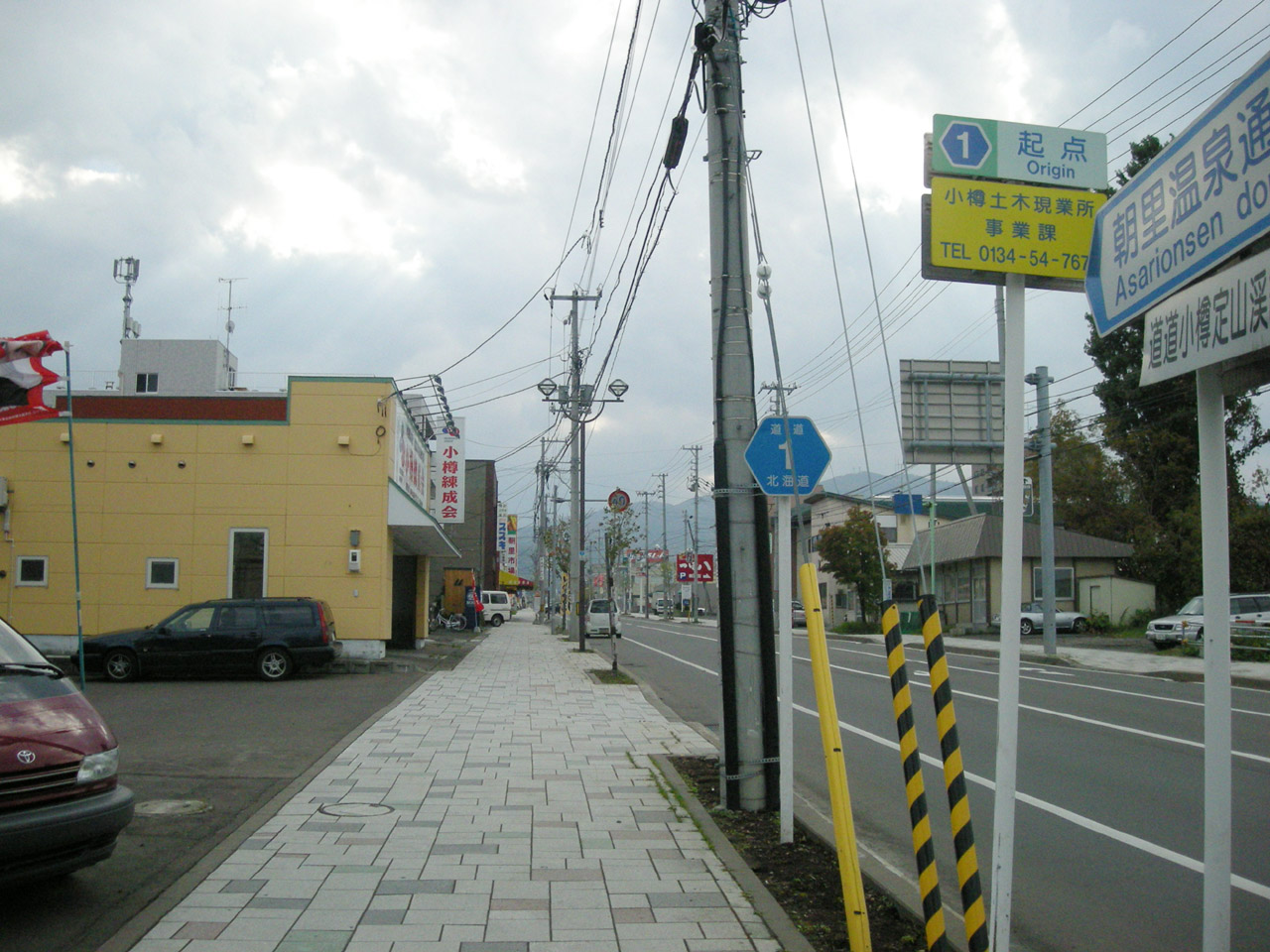
北海道道1号小樽定山渓線起点

朝里峠を越えて朝里川温泉と定山渓温泉を結んでいる。小樽と札幌を結ぶ道路としてよりも、むしろ観光路線としての性格が強い。小樽市側は朝里川に、札幌市側は小樽内川に沿う。朝里川の途中には朝里ダムと人造湖のオタルナイ湖があり、小樽内川の途中には定山渓ダムと人造湖のさっぽろ湖がある。また、朝里峠付近には札幌国際スキー場がある。

### 路線データ
- 起点 : 北海道小樽市新光2丁目（国道5号交点）
- 終点 : 北海道札幌市南区定山渓温泉東2丁目（国道230号交点）
- 総延長：37.900 km[1]
  - 北海道管理：15.270 km[1]
  - 札幌市管理：22.630 km[1]
- 実延長：35.443 km[1]
  - 北海道管理：15.253 km[1]
  - 札幌市管理：20.190 km[1]
- 重用延長：2.457 km[1]
  - 北海道管理：0.017 km[1]
  - 札幌市管理：2.440 km[1]

### 道路管理者
- 後志総合振興局 小樽建設管理部 事業課
- 札幌市 建設局 総務部 道路管理課

## 歴史
1930年（昭和5年）に地崎晴次が創立した小樽定山渓自動車道株式会社が定山渓に向かう観光用有料道路として計画し、1932年（昭和7年）10月に朝里から定山渓までを開通。北海道内の自動車専用道としては2番目のもので、翌1933年（昭和8年）5月20日より小樽から定山渓までの路線バスを自社で運行した。
建設にあたったのは晴次の父、地崎宇三郎が経営する地崎組（後の地崎工業）だったが、息子側から代金が支払われなかったため、小樽定山渓自動車道の全株を取得して傘下に入れた。宇三郎の死後、晴次が宇三郎の名と会社を継いで道路経営をも継承した。定山渓にある岩戸観音堂は、この工事の死者の霊を弔うために1936年（昭和11年）に造られたものである。
経営は順調だったが、戦時中の1941年（昭和16年）に運行を停止し、荒廃が進んだ。
戦後は運行不能になっていたが、1949年（昭和24年）に沿線の小樽市と豊平町、北海道における旅客自動車運輸事業統合要綱（いわゆる戦時統合）を経てバス路線免許を保有していた北海道中央バスは、所有者の地崎組と折衝し、3者が地崎組に100万円ずつを支払うことで小樽市道および豊平町道として一般に開放することとした。道路補修の後、1954年（昭和29年）に全線が開通し、3月1日に北海道に移管された。移管当初は道道3号で、道道1号になったのは、1994年（平成6年）10月1日のことである。1964年（昭和39年）に主要道道に初めて指定された。
1974年（昭和49年）に建設が始まった定山渓ダムによる水没区間に、4つのトンネルと3つの橋を伴った新道が湖畔に建設された。定山渓レークラインとはこれにちなんで付けられた愛称である。このとき、ダムの位置から小樽内川沿いに下る道へは高度差が著しくなったため市道に移し、代わって白井トンネル経由で西に迂回する道を建設して道道とした。また、朝里ダム建設の際には、ダムの下に朝里大橋というループ橋が建設された。
1993年（平成5年）5月11日 、建設省から、道道小樽定山渓線が小樽定山渓線として主要地方道に再指定される。
1999年（平成11年）4月21日、朝里峠トンネルをはじめとする新ルートが開通し、冬季通行が可能になった（ただし夜間通行不可）。このとき、ゆらぎ街道の通称も付けられた。
2007年（平成19年）5月2日、「魚留の滝」付近（定山渓側）の路面が土砂崩れにより崩落し、通行止めとなった。山側に道路を仮設し、同年6月29日、片側交互通行で開通した。同年11月9日、規制が解除され全面開通した。
2009年（平成21年）7月29日、四ッ峰トンネルで大規模なひび割れが見つかり、通行止めとなった。同年12月中旬に片側交互通行で開通した。2011年（平成23年）11月1日、規制が解除され全面開通した。

## 路線状況

### 通称
- 朝里温泉通（小樽市）
- ゆらぎ街道（小樽市）
- 定山渓レイクライン（札幌市南区）

### 重複区間
- 北海道道956号小樽環状線（小樽市新光2丁目〈起点〉 - 小樽市新光4丁目）
- 北海道道95号京極定山渓線（札幌市南区定山渓 - 定山渓温泉東2丁目〈終点〉）

### 冬期交通規制
- 夜間通行止め（19時 - 翌朝7時）
  - 小樽市朝里川温泉1丁目（ループ橋ゲート） - 札幌市南区定山渓（朝日橋ゲート）
区間延長：29.6 km

### 道路施設

#### トンネル
- 朝里峠トンネル（615.5 m、小樽市朝里川温泉 - 札幌市南区定山渓）
- 四ッ峰トンネル（1,487 m、札幌市南区定山渓）
- 烏帽子トンネル（294 m、札幌市南区定山渓）
- 小天狗トンネル（430 m、札幌市南区定山渓）
- 時雨トンネル（631 m、札幌市南区定山渓）
- 神威トンネル（128 m、札幌市南区定山渓）
- 白井トンネル（809 m、札幌市南区定山渓）

#### 主な橋梁
- 水源橋（83 m、朝里川、小樽市朝里川温泉）
- 眺提橋（93 m、朝里川、小樽市朝里川温泉）
- 朝里大橋（486 m、朝里川、小樽市朝里川温泉）
- 春香橋（140 m、右股沢川、小樽市朝里川温泉）
- 夏涼橋（74 m、-、小樽市朝里川温泉）
- 冬陽橋（612 m、-、小樽市朝里川温泉）
- 滝の沢大橋（258 m、さっぽろ湖、札幌市南区定山渓）
- 湖水大橋（164 m、さっぽろ湖、札幌市南区定山渓）
- 木挽大橋（361 m、さっぽろ湖、札幌市南区定山渓）
- 定山渓大橋（232 m、豊平川、札幌市南区定山渓温泉）

#### 常設型ゲート
- 朝里ダム記念館ゲート（小樽市朝里川温泉2丁目）
- ループ橋ゲート（小樽市朝里川温泉1丁目）
- ゲート（札幌市南区定山渓、札幌国際スキー場付近）
- 朝日橋ゲート（札幌市南区定山渓）

## 地理

### 通過する自治体
- 後志総合振興局
  - 小樽市
- 石狩振興局
  - 札幌市（南区）

### 交差する道路
小樽市
- 国道5号 - 新光2丁目 朝里川温泉入口交差点（起点）
- E5A 札樽自動車道 朝里IC - 新光2丁目
- 北海道道956号小樽環状線 - 新光2丁目（起点）、新光4丁目（重複）

札幌市南区
- 北海道道95号京極定山渓線 - 定山渓、定山渓温泉東2丁目（終点）（重複）
- 国道230号 - 定山渓温泉東2丁目（終点）